# Toots Mondt
Joseph Raymond Mondt, detto Toots (Garden Grove, 18 gennaio 1894 – Saint Louis, 11 giugno 1976), è stato un wrestler e promoter di wrestling statunitense.
È noto per aver creato, insieme a Vincent J. McMahon, la Capitol Wrestling Corporation, federazione che divenne, in seguito, la World Wide Wrestling Federation, poi World Wrestling Federation e infine World Wrestling Entertainment. Fu in qualche modo merito suo se la Capitol Wrestling Corporation si staccò dal circuito della National Wrestling Alliance per diventare WWF. Ad oggi, la creatura di Mondt e McMahon è conosciuta come WWE ed è la realtà principale a livello mondiale.

## Titoli e riconoscimenti
- Professional Wrestling Hall of Fame and Museum
  - (Classe del 2008)
- Wrestling Observer Newsletter
  - Wrestling Observer Newsletter Hall of Fame (1996)
- WWE

- WWE Hall of Fame (Classe del 2017)